# Saint-Dizier-Masbaraud
Saint-Dizier-Masbaraud ist eine französische Gemeinde mit 1.134 Einwohnern (Stand: 1. Januar 2022) im Département Creuse in der Region Nouvelle-Aquitaine. Sie gehört zum Kanton Bourganeuf und zum Arrondissement Guéret.
Sie entstand mit Wirkung vom 1. Januar 2019 als Commune nouvelle durch die Zusammenlegung der bis dahin selbstständigen Gemeinden Masbaraud-Mérignat und Saint-Dizier-Leyrenne, die in der neuen Gemeinde den Status einer Commune déléguée besitzen. Der Verwaltungssitz befindet sich im Ort Saint-Dizier-Leyrenne.

## Gliederung
| Ortsteil                                | ehemaliger INSEE-Code | Fläche (km²) | Einwohnerzahl zum 1. Januar 2022 |
| --------------------------------------- | --------------------- | ------------ | -------------------------------- |
| Saint-Dizier-Leyrenne (Verwaltungssitz) | 23189                 | 46,63        | 786                              |
| Masbaraud-Mérignat                      | 23126                 | 20,39        | 348                              |

## Lage
Die Gemeinde liegt rund 20 Kilometer südwestlich von Guéret und wird von den Flüssen Taurion und seinem Nebenfluss Leyrenne tangiert. Nachbargemeinden sind: Augères im Norden, Janaillat und Thauron im Nordosten, Bosmoreau-les-Mines und Mansat-la-Courrière im Südosten, Bourganeuf im Süden, Montboucher im Westen sowie Châtelus-le-Marcheix und Ceyroux im Nordwesten.